# Cable radiant

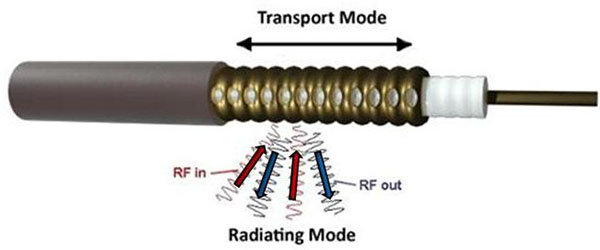
Esquema de cable radiant o "leaky feeder"

Un cable radiant (en anglès: leaky feeder), és un sistema de comunicacions utilitzat en mineria i altres entorns subterranis, per a compensar la mala propagació de les ones dins d'un túnel, per exemple a les xarxes de ferrocarrils subterranis. Els fabricants i els professionals del cable utilitzen el terme "radiating cable" mentre això implica que el cable està dissenyat per poder radiar: cosa que el cable coaxial "estàndard" no ha de fer en condicions normals de funcionament, si la línea està ben carregada.

## Principi de funcionament
Un sistema de comunicació de cable radiant consisteix en un cable coaxial instal·lat al llarg d'un túnel que emet i rep ones radioelèctriques funcionant com una antena molt llarga. El cable és "leaky" perquè té buits o ranures en el seu conductor extern per permetre que el senyal de ràdio es filtri cap a fora del cable al llarg de tota la seva longitud. Per raó d'aquesta fuita del senyal, cal inserir amplificadors de línia a intervals regulars, típicament cada 350 a 500 metres (380 a 550 iardes), per augmentar el senyal radiat fins a nivells acceptables. El senyal és normalment captat pels transceptors portàtils que porten els treballadors. Les transmissions dels transceptors són recollides pel cable i portades a altres parts del túnel, permetent una comunicació bidireccional per ràdio al llarg de tot el sistema de túnels.
El sistema té un abast limitat per raó de la freqüència utilitzada (típicament VHF o UHF), les transmissions no poden passar a través de roques sòlides, fet que limita el sistema a una aplicació d'abast visual. Tanmateix, permet una comunicació bidireccional per a mòbils.

## Aplicacions

### Mineria
El sistema de comunicació de cable radiant ha estat utilitzat en la indústria minera com a mètode de comunicació sense fil entre miners. El sistema és utilitzat com a sistema de comunicació primària emprant un transceptor prou petit per ser portat còmodament per un miner durant tot un torn

### Ferrocarrils subterranis
El cable radiant també s'utilitza per a la comunicació mòbil a les xarxes de ferrocarrils subterranis. Al Metro de Hong Kong un sistema de cable radiant va ser incorporat en les especificacions del projecte i es va instal·lar durant la construcció. Això permet serveis d'emergència amb una comunicació mòbil sense fissures des del subsòl a la superfície.
El Metro de Londres utilitza un sistema de cable radiant per la seva xarxa de comunicació interna Connecta. El sistema de comunicacions dels serveis d'emergència no era compatible i no funcionava en els subterranis. Aquesta situació va continuar existint després del foc de Kings Cross de 1987, i va ser criticada en els informes dels atemptats del 7 de juliol de 2005, on aquesta incompatibilitat va dificultar els esforços de rescat.
Ll'any 2012, el metro de Barcelona TMB, el 100% de les línies convencionals ja en disposen. L'execució de la instal·lació necessària s'ha anat realitzant en sis fases diferents, fins a abastar des del passat mes de juny la totalitat de la xarxa ─tant als vestíbuls i andanes com a l'interior dels trens en els trajectes entre elles─, excepte les línies automàtiques 9 i 10 de metro, ja que les estacions i el túnel per on circulen els trens són propietat de la Generalitat, a través d'Ifercat, que també és responsable de les comunicacions neuràlgiques.
La implementació durant aquestes sis fases s'ha fet d'una manera esglaonada. S'ha passat de les 27 estacions dotades amb aquesta prestació durant la primera fase, entre els anys 2005 i 2006, fins a les 126 estacions actuals (totes les de les línies 1, 2, 3, 4, 5 i 11).
Una alternativa al sistema de cable radiant en els ferrocarrils subterranis és utilitzar el Sistema d'Antena Distribuïda (DAS). Un sistema de DAS va ser desplegat en algunes estacions del Metro de Nova York per part de l'empresa Transit Wireless proporcionant cobertura de WiFi, telèfon mòbil i dades per clients.

### Xarxes sense fil en avions
El cable radiant es pot utilitzar per a permetre la recepció de senyals GSM i WiFi a bord d'avions de passatgers. El pes i les necessitats d'espai dels sistemes de cable radiant són generalment més baixos que els sistemes d'antenes comparables, estalviant així espai i energia. D'altra banda, la intensitat de camp produïda pel cable radiant abasta tot el fuselatge millorant la cobertura i a part d'aixó requereix menys potència de transmissió.

### Edificis industrials
El sistema de cable radiant també s'està utilitzant en magatzems i altres edificis industrials, on és difícil obtenir una cobertura Wi-Fi utilitzant punts d'accés normals. Existeixen instal·lacions de cable radiant d'uns 50–75 metres connectat a l'antena del punt d'accés, amb un funcionament perfecte